# Cantone di Olmedo (Manabí)
Il Cantone di Olmedo è un cantone dell'Ecuador che si trova nella Provincia di Manabí.
Il capoluogo del cantone è Olmedo.